# Batalla de la Iglesia Ebenezer

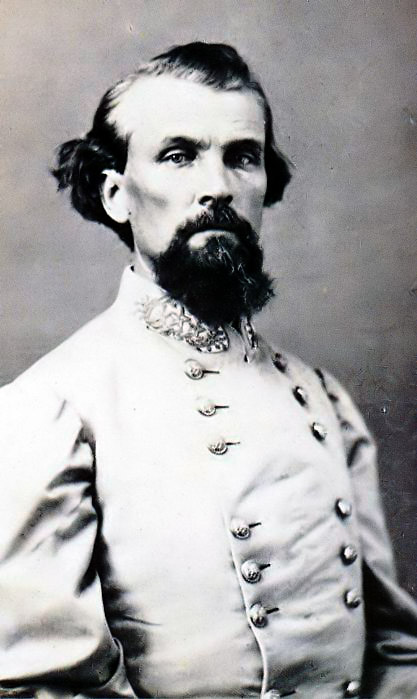
Nathan B. Forrest

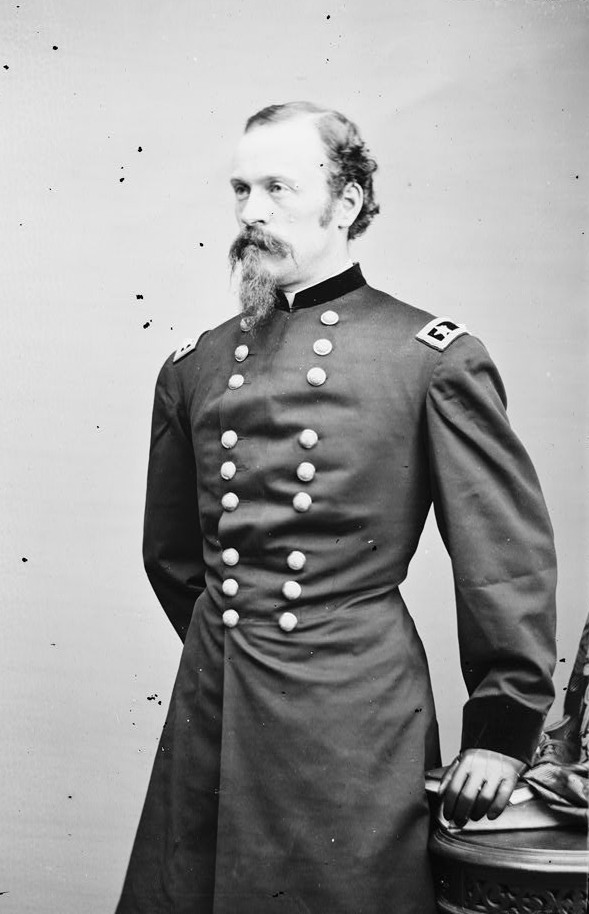
James H. Wilson

La batalla de la Iglesia Ebenezer fue una batalla que se libró en Stanton cerca de Plantersville, Alabama, Estados Unidos entre la caballería del Ejército de la Unión al mando del General de Brigada y el Mayor General de voluntarios de Brevet James H. Wilson y la caballería del Ejército de los Estados Confederados al mando del Mayor General Nathan Bedford Forrest el 1 de abril de 1865 durante la incursión de Wilson en Alabama en el último mes completo de la guerra civil estadounidense.
Forrest tenía al menos 1.500 y hasta 5.000 soldados, pero algunos eran Tropas del Estado de Alabama mal entrenadas. Wilson tenía al menos 9,000 soldados de su fuerza original de 13,480 hombres disponibles. Forrest no había podido concentrar las fuerzas confederadas dispersas para hacer frente a la fuerza más grande de Wilson, que estaba armada con fusiles de repetición Spencer de 7 disparos. Después de un breve pero inicialmente fuerte enfrentamiento, la línea de las tropas estatales de Alabama se rompió y los hombres de Wilson hicieron retroceder a los confederados hacia las defensas de Selma, Alabama. Selma tenía un arsenal y una industria que Wilson atacó y destruyó después de que sus hombres volvieran a derrotar a los soldados confederados en la Batalla de Selma al día siguiente. Después de la batalla en la Iglesia Ebenezer, las tropas de la Unión incendiaron el depósito de ferrocarril en Plantersville y un almacén de algodón.
No se informaron bajas confederadas, pero la fuerza de Wilson capturó a 300 de los hombres de Forrest y 3 piezas de artillería. El mando de Wilson tuvo 12 muertos y 40 heridos. Forrest recibió una leve herida de sable, que luego dijo que habría sido fatal si el oficial de la Unión, el Capitán James D. Taylor, hubiera podido golpearlo con la punta en lugar de la hoja. Forrest mató a Taylor, el último de los 33 hombres que mató durante la guerra, con un disparo de pistola.